# Natalie La Rose
Natalie La Rose (* 12. Juli 1988 in Amsterdam) ist eine niederländische R&B-Sängerin und Model surinamischer Abstammung.

## Karriere
Im Jahr 2008 absolvierte sie erfolgreich ein Gesangs- und Tanzstudium an der Lucia Marthas Dance Academy in Amsterdam.
2010 war La Rose mit Sigourney Korper Teil des Duos „Amsterdam“, welches jedoch kurz darauf wieder aufgelöst wurde, ohne Musik zu veröffentlichen. In den darauffolgenden Jahren trat sie zusammen mit Flo Rida in der ganzen Welt auf. 2013 wurde sie von seinem Musiklabel International Music Group (IMG) unter Vertrag genommen.
Am 6. Januar 2015 veröffentlichte sie mit Somebody ihre erste Single, die zusammen mit Jeremih aufgenommen wurde und die Top 10 der US-amerikanischen Charts erreichte.

## Diskografie

### Singles als Leadmusikerin
| Jahr | Titel Album        | Höchstplatzierung, Gesamtwochen, AuszeichnungChartplatzierungen (Jahr, Titel, Album, Platzierungen, Wochen, Auszeichnungen, Anmerkungen) | Höchstplatzierung, Gesamtwochen, AuszeichnungChartplatzierungen (Jahr, Titel, Album, Platzierungen, Wochen, Auszeichnungen, Anmerkungen) | Höchstplatzierung, Gesamtwochen, AuszeichnungChartplatzierungen (Jahr, Titel, Album, Platzierungen, Wochen, Auszeichnungen, Anmerkungen) | Höchstplatzierung, Gesamtwochen, AuszeichnungChartplatzierungen (Jahr, Titel, Album, Platzierungen, Wochen, Auszeichnungen, Anmerkungen) | Anmerkungen                                        |
| Jahr | Titel Album        | DE | UK | US | NL | Anmerkungen                                        |
| ---- | ------------------ | --- | --- | --- | --- | -------------------------------------------------- |
| 2015 | Somebody –         | DE60 (9 Wo.)DE | UK2 Platin · (20 Wo.)UK | US10 ×2Doppelplatin · (26 Wo.)US | NL12 (17 Wo.)NL | Erstveröffentlichung: 6. Januar 2015 feat. Jeremih |
| 2015 | Around the World – | — | UK14 (5 Wo.)UK | — | — | Erstveröffentlichung: 5. Juni 2015 feat. Fetty Wap |

### Singles als Gastmusikerin
| Jahr | Titel Album      | Höchstplatzierung, Gesamtwochen, AuszeichnungChartplatzierungen (Jahr, Titel, Album, Platzierungen, Wochen, Auszeichnungen, Anmerkungen) | Höchstplatzierung, Gesamtwochen, AuszeichnungChartplatzierungen (Jahr, Titel, Album, Platzierungen, Wochen, Auszeichnungen, Anmerkungen) | Höchstplatzierung, Gesamtwochen, AuszeichnungChartplatzierungen (Jahr, Titel, Album, Platzierungen, Wochen, Auszeichnungen, Anmerkungen) | Höchstplatzierung, Gesamtwochen, AuszeichnungChartplatzierungen (Jahr, Titel, Album, Platzierungen, Wochen, Auszeichnungen, Anmerkungen) | Anmerkungen                                                                         |
| Jahr | Titel Album      | DE | UK | US | NL | Anmerkungen                                                                         |
| ---- | ---------------- | --- | --- | --- | --- | ----------------------------------------------------------------------------------- |
| 2016 | The Right Song – | — | UK39 Gold · (13 Wo.)UK | — | NL35 (3 Wo.)NL | Erstveröffentlichung: 22. Januar 2016 Tiësto & Oliver Heldens feat. Natalie La Rose |

Weitere Gastbeiträge
- 2015: Gypsy Woman / Caroline D’Amore feat. Natalie La Rose
- 2016: Worse Things Than Love / Timeflies feat. Natalie La Rose

## Auszeichnungen für Musikverkäufe
| Goldene Schallplatte - Brasilien - 2024: für die Single Somebody - Dänemark - 2015: für die Single Somebody - Italien - 2016: für die Single Somebody | Platin-Schallplatte - Australien - 2015: für die Single Somebody - Neuseeland - 2022: für die Single Somebody - Schweden - 2015: für die Single Somebody |

Anmerkung: Auszeichnungen in Ländern aus den Charttabellen bzw. Chartboxen sind in ebendiesen zu finden.
| Land/RegionAuszeichnungen für Musikverkäufe (Land/Region, Auszeichnungen, Verkäufe, Quellen) | Gold     | Platin     | Verkäufe  | Quellen              |
| -------------------------------------------------------------------------------------------- | -------- | ---------- | --------- | -------------------- |
| Australien (ARIA)                                                                            | —        | Platin1    | 70.000    | aria.com.au          |
| Brasilien (PMB)                                                                              | Gold1    | —          | 30.000    | pro-musicabr.org.br  |
| Dänemark (IFPI)                                                                              | Gold1    | —          | 30.000    | ifpi.dk              |
| Italien (FIMI)                                                                               | Gold1    | —          | 25.000    | fimi.it              |
| Neuseeland (RMNZ)                                                                            | —        | Platin1    | 30.000    | radioscope.co.nz     |
| Schweden (IFPI)                                                                              | —        | Platin1    | 40.000    | sverigetopplistan.se |
| Vereinigte Staaten (RIAA)                                                                    | —        | 2× Platin2 | 2.000.000 | riaa.com             |
| Vereinigtes Königreich (BPI)                                                                 | Gold1    | Platin1    | 1.000.000 | bpi.co.uk            |
| Insgesamt                                                                                    | 4× Gold4 | 6× Platin6 |           |                      |